# Sam Vokes
Samuel Michael Vokes (ur. 21 października 1989 w Southampton) – walijski piłkarz urodzony w Anglii, grający na pozycji napastnika w Burnley.

## Kariera klubowa
Vokes w 2005 roku dołączył do juniorów A.F.C. Bournemouth. W dorosłej drużynie zadebiutował 5 grudnia 2006 roku, kiedy to wystąpił w wygranym 2:0 meczu z Nottingham Forest. Pierwszego gola dla Bournemouth zdobył niecałe dwa tygodnie później - 16 grudnia - w spotkaniu z Gillingham F.C. W sezonie 2006/2007 wystąpił łącznie w 13 ligowych meczach i jednym Pucharu Anglii. Kolejne rozgrywki Vokes rozpoczął jako podstawowy zawodnik swojej drużyny. Sezon 2007/2008 zakończył z 41 ligowymi występami i dwunastoma golami na koncie.
23 maja 2008 roku Vokes podpisał kontrakt z grającym wówczas w Football League Championship Wolverhampton Wanderers. W nowej drużynie zadebiutował 9 sierpnia w meczu przeciwko Plymouth Argyle. W tym spotkaniu strzelił swojego pierwszego gola dla Wolves, który zapewnił jego drużynie remis 2:2. Mimo dobrego początku gry w Wilkach, Vokes przez resztę sezonu występował tylko w końcówkach meczów. Ostatecznie piłkarz w sezonie 2008/2009 wystąpił w 36 ligowych meczach, a wraz z kolegami z drużyny wywalczył awans do Premier League. Od października do końca grudnia 2009 roku przebywał na wypożyczeniu w Leeds United. W latach 2010–2012 był wypożyczany do drugoligowych Bristol City, Sheffield United, Norwich City, Burnley oraz Brighton & Hove Albion.
31 lipca 2012 roku podpisał trzyletni kontrakt z Burnley.

## Kariera reprezentacyjna
Vokes urodził się w Anglii, jednak występuje w reprezentacji Walii. W kadrze zadebiutował 28 maja 2008 roku w wygranym 1:0 meczu Islandią. Pierwszego gola strzelił natomiast 6 sierpnia w spotkaniu rozegranym w ramach eliminacji Mistrzostw Świata 2010 z reprezentacją Azerbejdżanu, czym zapewnił swojej drużynie trzy punkty.
Vokes występuje również w reprezentacji U-21.